# Occupied City
Occupied City (Nederlands: De bezette stad) is een documentaire uit 2023, geregisseerd en geproduceerd door Steve McQueen en gebaseerd op het boek Atlas van een bezette stad, Amsterdam 1940-1945 van zijn vrouw Bianca Stigter. De film is een coproductie tussen Groot-Brittannië, Nederland en de Verenigde Staten. 

## Verhaal
De film duurt 4 uur en 22 minuten en vertelt de verhalen van 130 plekken in Amsterdam en wat daar gebeurde tijdens de Duitse bezetting. Het verhaal wordt verteld door Carice van Houten in het Nederlands en door Melanie Hyams in het Engels.

## Release en ontvangst
Occupied City ging op 17 mei 2023 in première op het Filmfestival van Cannes als een speciale vertoning, waar hij streed om de documentaireprijs L'Œil d'or. De film kreeg gemengde kritieken van de filmcritici, met een score van 68% op Rotten Tomatoes, gebaseerd op 41 beoordelingen. De film won in september 2024 drie Gouden Kalf-filmprijzen, waaronder die voor beste lange documentaire.

## Prijzen en nominaties
De belangrijkste:
| Jaar | Prijs       | Categorie                | Genomineerde(n) | Uitslag  |
| ---- | ----------- | ------------------------ | --------------- | -------- |
| 2024 | Gouden Kalf | Beste lange documentaire | Steve McQueen   | Gewonnen |
| 2024 | Gouden Kalf | Beste montage            | Xander Nijsten  | Gewonnen |
| 2024 | Gouden Kalf | Beste camerawerk         | Lennert Hillege | Gewonnen |